# Урядовий центр у Києві (1930-ті)

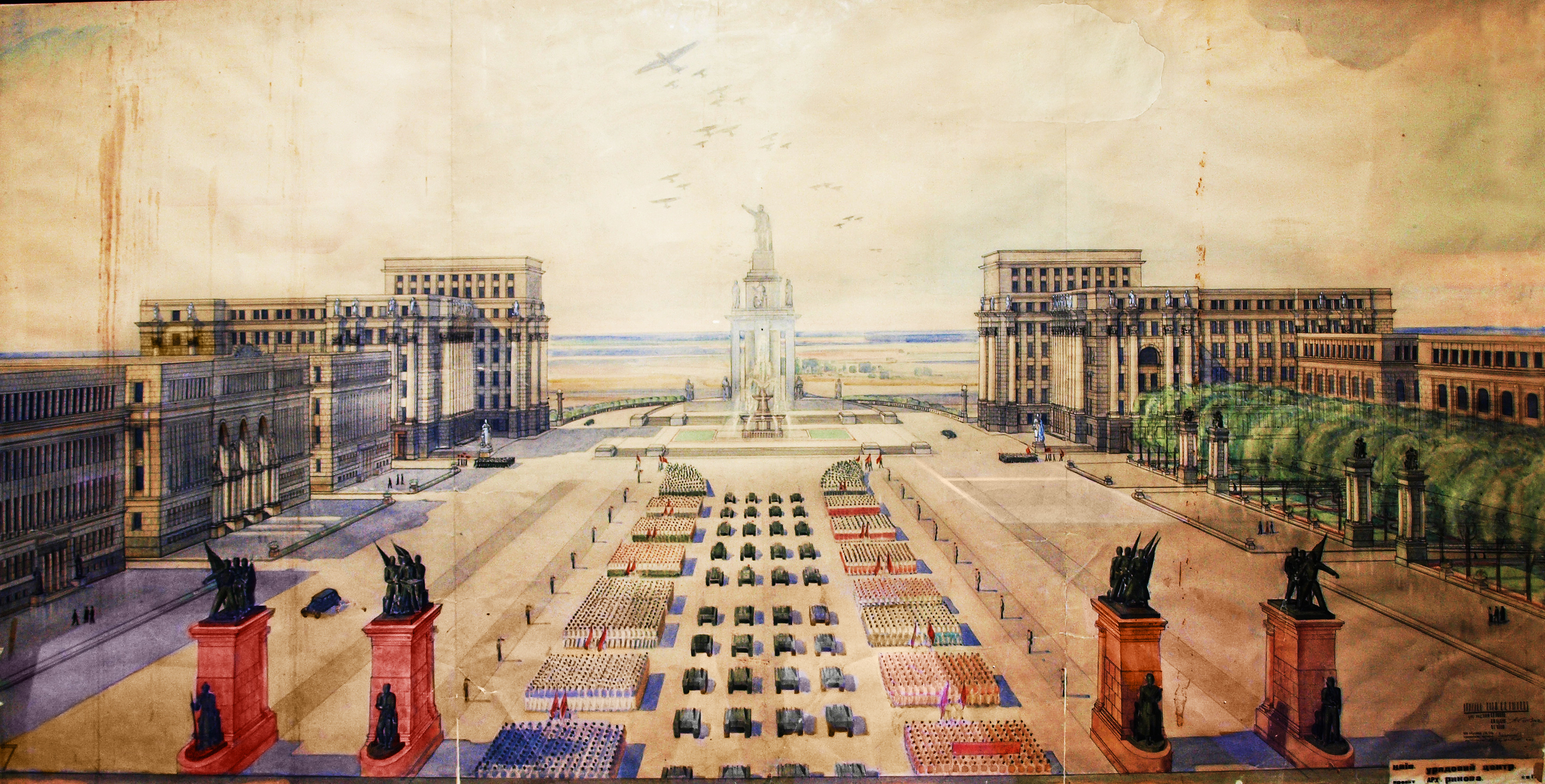
Валеріян Риков. Проєкт Урядового центру (1935)

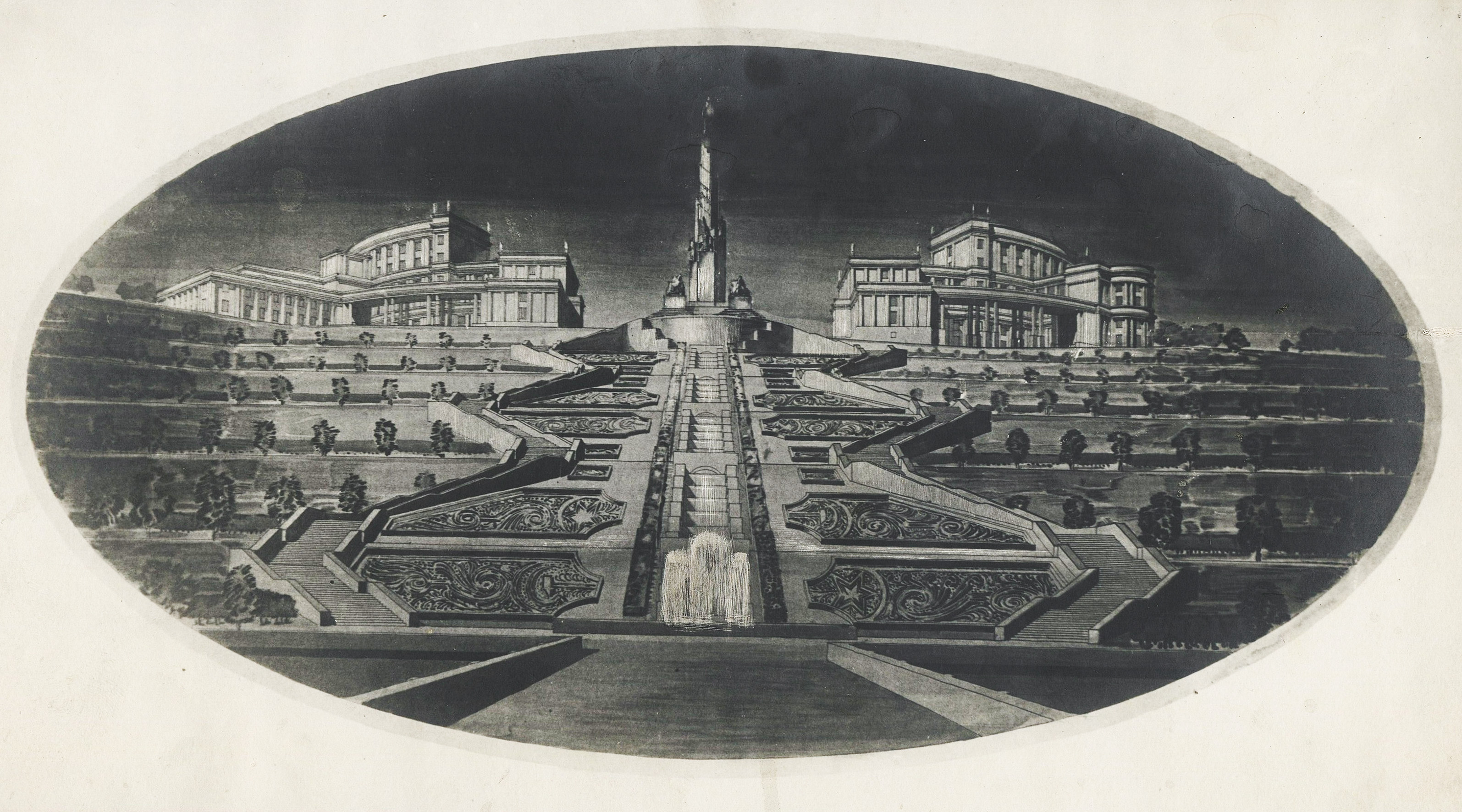
Йосип Лангбард. Ескізний проєкт Урядового центру. Сходи мали замінити фунікулер

Урядо́вий центр (Урядовий майдан, Урядовий квартал) — ансамбль урядових споруд навколо центральної площі, спроєктований після перенесення столиці УСРР до Києва у 1934 році. Будівництво супроводжувалось варварським знищенням видатних культурних пам'яток — Михайлівського Золотоверхого монастиря і Трьохсвятительської церкви.
Із задуманого комплексу вдалось звести лише будівлю ЦК КПУ.

## Осідки влади в Києві

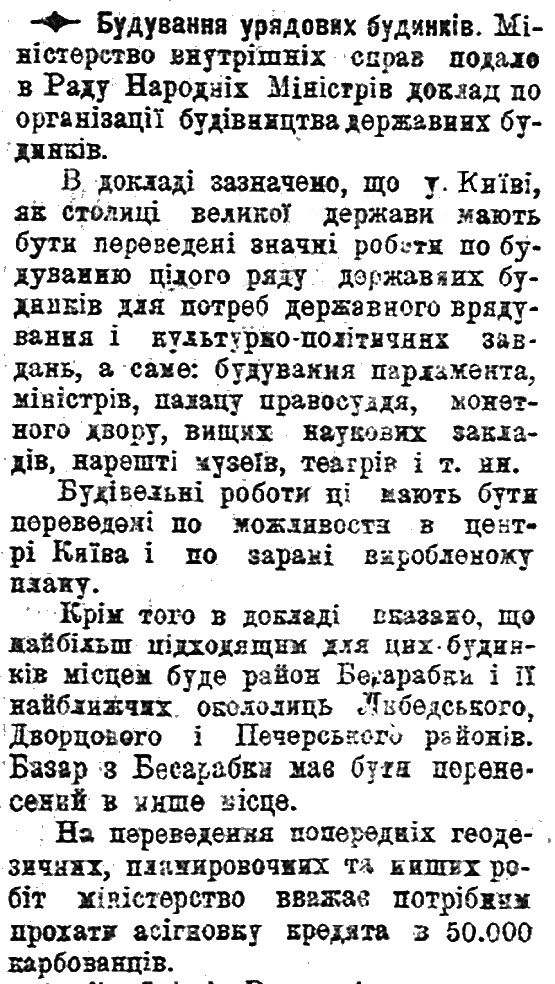
Повідомлення МВС УНР про будівництво урядового центру на Бессарабці. «Нова Рада» від 28 квітня 1918 року

### Давні часи
Упродовж всієї історії існування Києва будівлі державних правителів і міських керівників розташовувались у різних місцях. У середньовічну добу князівські палаци зводили в укріпленій частині Верхнього міста. У XIV—XV сторіччях осідок київських князів, а згодом воєвод містився на Замковій горі. Після надання Києву магдебурзького права адміністративний центр перенесли на Поділ. Тут міський магістрат збирався у двоповерховій будівлі київської ратуші.
У XVIII — на початку XIX сторіччя адміністративно-військовий осередок сформувався на Печерську, біля Старопечерської і Новопечерської фортець. У ХІХ сторіччі царський Маріїнський палац і будинки генерал-губернатора і цивільного губернатора розташовувались на Липках.
У 1876 році на Хрещатицькій площі за проєктом Олександра Шіле звели будівлю міської думи.

### Доба Української революції

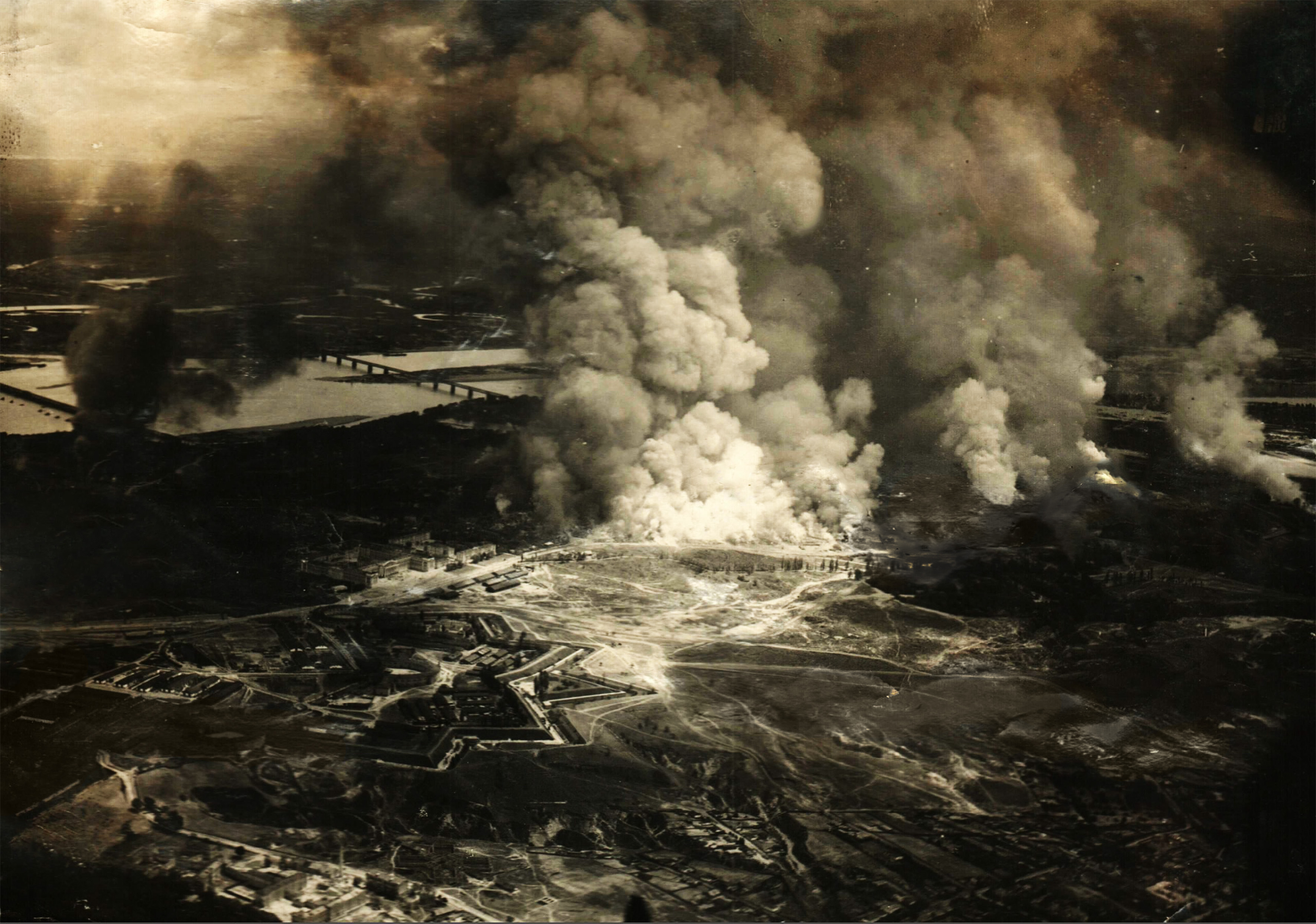
На місці підірваних складів на Звіринці могли розмістити урядові будівлі

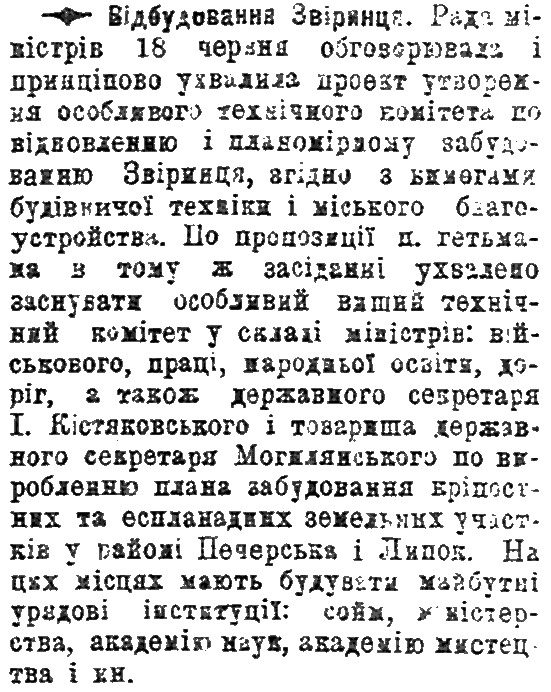
Про створення двох комітетів: із відновлення Звіринця та забудови Печерська і Липок урядовими будівлями. «Нова Рада», 20 червня 1918 року

Після відродження української держави нові органи влади займали будівлі, не пристосовані для адміністративних потреб. Наприклад, Центральна Рада і Генеральний Секретаріат працювали у будинку Педагогічного музею.
У квітні 1918 року міністр внутрішніх справ доповідав на засіданні Ради Народних Міністрів про необхідність зведення будинків парламенту, уряду, монетного двору й палацу правосуддя. Також ішлося про будівництво навчальних закладів, театрів, музеїв тощо. Місцем для урядового кварталу обрали Бессарабку та прилеглі райони. На проведення геодезичних і планувальних робіт уряд мав намір виділити 50 тисяч карбованців.
Резиденція гетьмана Павла Скоропадського містилась у будинку генерал-губернатора на Інститутській вулиці, 20/8. Після підриву 6 червня 1918 року артилерійських складів на Звіринці, Скоропадський доручив голові Ради міністрів Федору Лизогубу ліквідувати Київську фортецю, яка не мала вже стратегічного значення, і розробити проєкт забудови Звіринця. Керівник держави закликав скористатись найсучаснішим західним досвідом розбудови міст, оскільки у Києві, як столиці України й центрі урядового життя, вже назріла нагальна потреба в казенних будівлях для вищих державних установ.
18 червня Рада Міністрів ухвалила рішення створити технічний комітет з питань відновлення і планомірної забудови Звіринця. Водночас за пропозицією гетьмана створили особливий вищий технічний комітет у складі державного секретаря Ігоря Кістяківського, військового міністра, міністрів праці, народної освіти, доріг. Їм ставилось завдання розробити план забудови еспланадних земельних ділянок на Печерську і Липках. На звільнених місцях мали звести урядові інституції: сойм, міністерства, академію наук, академію мистецтв тощо.
Кошти на облаштування урядового кварталу передбачалося отримати за продаж частини землі. Первісна робота над проєктом забудови Звіринця була доручена інженеру Чубинському. І хоча справа просувалася дуже швидко, подальші події обірвали її.
Після захоплення Києва більшовиками місцева рада зайняла будівлю колишньої міської думи.

## Перенесення столиці

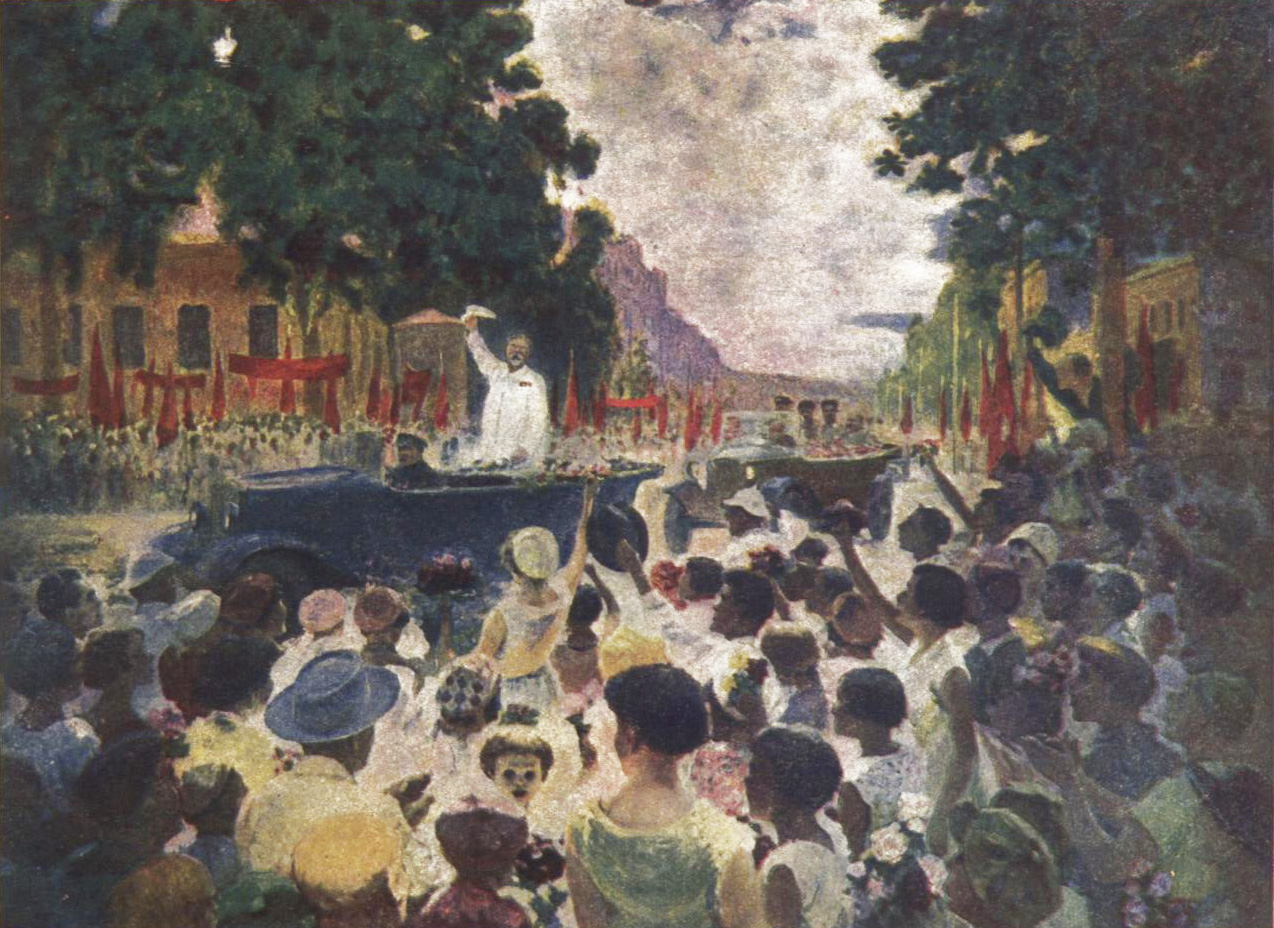
«В'їзд уряду УСРР і ЦК КП(б)У до Києва 24 червня 1934 року». Ілюстрація в радянському журналі

Оскільки більшовики в революційні роки в Києві не отримали значної підтримки, вони перенесли столицю радянської республіки до Харкова. Після придушення селянських повстань 1929—1932 років, ліквідації соціальної бази руху опору шляхом розкуркулення, антирелігійного терору і Голодомору, розгрому «українських буржуазних елементів» та інших каральних акцій лояльність Києва до Москви вже не викликала сумнівів у більшовицького керівництва. Тому 21 січня 1934 року рішенням ХІІ з'їзду КП(б)У йому повернули статус столиці України.
Офіційно ж партійне керівництво так обґрунтувало свої дії: «З огляду на зміцнення основних промислових районів України, створення областей, що забезпечують керівництво цими промисловими районами України (Донбас, Харків, Дніпропетровськ), беручи на увагу необхідність наблизити уряд України та центральний радянський апарат до найважливіших сільськогосподарських районів,.. розташованих на Правобережжі України, а також для дальшого швидкого розвитку національно-культурного будівництва і більшовицької українізації на базі індустріалізації та колективізації, — перенести столицю України до м. Києва, що є її природним географічним центром».
Організацією переїзду займалась спеціально утворена урядова комісія на чолі з головою ДПУ УСРР Всеволодом Балицьким.

## Генеральний план

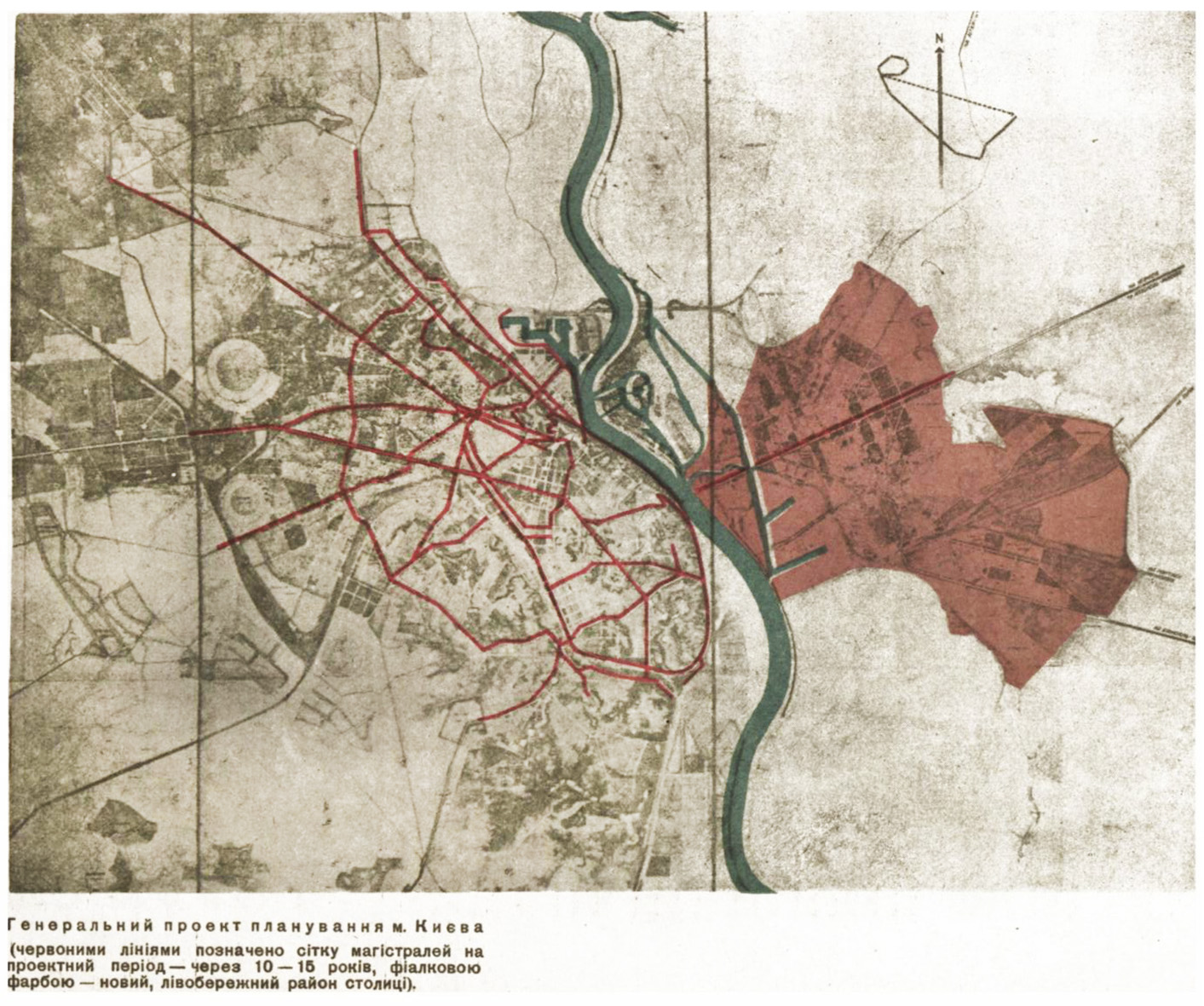
Генеральний проєкт планування Києва

Про генеральний план Києва заговорили ще до перенесення столиці УСРР. 1933 року в часописі «Соціалістичний Київ» наголошувалось на важливості негайного затвердження генплану розвитку міста і створеного на його основі проєктного плану реконструкції.
У 1936—1938 роках розробленням плану займалось Архітектурно-планувальне управління (АПУ) при Київській міськраді на чолі з Павлом Хаустовим. До складу групи архітекторів залучили Василя Кричевського,  Олександра Вербицького, Павла Альошина, Григорія Головка, Михайла Гречину, Петра Юрченка та інших.

## Проєкт Урядового майдану
З 1934 року паралельно йшла робота з проєктування Урядового майдану. Ще у січні 1934 року щойно створена урядова комісія з організації переїзду столиці поставила завдання обрати місце для урядового кварталу. Увесь процес проєктування майдану і розроблення генерального плану відбувався під особистим контролем партійного керівництва республіки Станіслава Косіора, Павла Постишева і комісара Всеволода Балицького.

### Вибір місця

Обраний урядом «Михайлівський варіант» Петра Юрченка

Перед архітекторами поставили завдання «перетворити Київ на зразкове столичне місто» і «правильно» визначити на плані Києва місце розташування і найкраще «розв'язання урядової площі».
За визначенням архітектора Петра Юрченка, планування Урядового майдану було завданням не так технічним, як політичним, оскільки «майбутній архітектурний комплекс повинен стати живим зразком… досягнень… соціалістичного будівництва».
Викликом для архітекторів стали складний рельєф Києва і простір майбутньої площі, оточеної старою забудовою. АПУ окреслило найважливіші вимоги до проєкту. Урядовий майдан мав розташовуватись поруч з основними міськими магістралями і водночас бути осторонь від трамвайних та інших транспортних ліній; мати зручний зв'язок із залізничним і водним вокзалами. Площа бачилась як міська домінанта. 3 неї та її будинків мали відкриватись «наймальовничіші дніпровські далі». Попри помпезність майдану й урядових споруд вартість робіт мала бути відносно невисокою. Будівництво майдану повинно було проводити без «великого знесення наявних будівель». І хоча це стосувалось переважно житлових будинків уже в проєктах передбачалось зруйнування «студентських гуртожитків на території монастиря», а в цілому і всього Михайлівського монастирського комплексу, перлину давньоруської архітектури.
Розглянувши різні варіанти, АПУ запропонувало шість можливих майданчиків: звіринецький, печерський, липський, хрещатицький, розосереджений і михайлівський.

### Звіринецький варіант

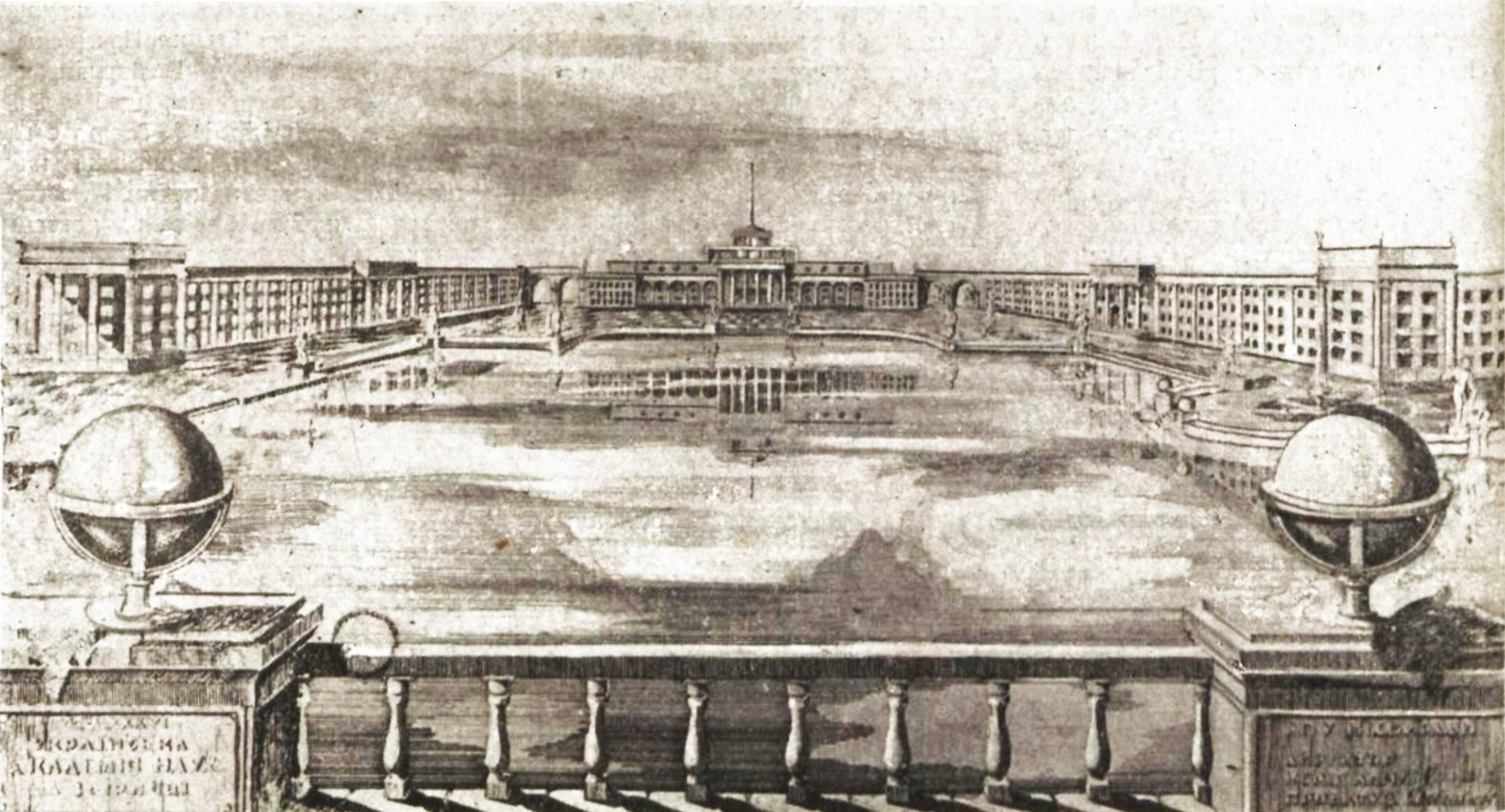
Іван Довгалюк. Варіант розміщення комплексу основних будівель Української академії наук на Звіринецькому плато на північ від Іонинського монастиря (1936)

Більшовики слідом за гетьманом Скоропадським теж розглядали варіант забудови Звіринця кварталом урядових установ і наукових закладів. «Звіринецький проєкт» розробили архітектори Нестеренко й Зінченко з АПУ. План передбачав облаштування Урядової площі на території колишнього Звіринецького укріплення, на горі над Дніпром. Перевагою проєкту було те, що територія була вільною, а тому нічого не довелося би зносити. Це місце мало зручний зв'язок з лівим берегом. Водночас Звіринецький варіант мав і недоліки. Передусім на той час район містився далеко від міста і вокзалів. Сюди не було прокладено жодних комунікацій, водогону, каналізації. Це вимагало значних капіталовкладень.
Хоча Звіринець не обрали місцем для урядової площі, Звіринецьно-Печерський район планувалось забудувати житловими кварталами і науковими закладами. Верхню Теличку, територію Видубецького та Іонинського монастирів відвели під новий ботанічний сад загальною площею в 100 га. А територію колишніх порохових складів і братського цвинтаря пропонувалось віддати під забудову академії наук із великим садом.

### Печерський варіант
«Печерський варіант» розробляла бригада АПУ у складі архітекторів Михайла Гречини, Миколи Холостенка, Василя Онащенка. Автори пропонували відвести під Урядову площу території Іподрому біля Печерського узвозу. Вважався спочатку одним із найвдаліших варіантів.
До переваг відносили розташування «на високій красивій місцевості», відносна близькість до центру і мосту імені Євгенії Бош, який зв'язував урядовий квартал із лівим берегом, відсутність необхідності зносити споруди, велика вільна територія для забудови, сприятливі геологічні характеристики.
Однак подальше дослідження цього району виявило й недоліки. Насамперед прокладання великого шляху з кварталу до Бессарабки і далі до вокзалу вимагало значних капіталовкладень, близько 12-15 мільйонів карбованців. Підлягала демонтуванню залізнична гілка до «Арсеналу». І, нарешті, як ішлося в роз'ясненні, за панівних у Києві північно-західних вітрів цей завод буде постійно «задимлювати площу і заносити туди кіпоть».

### Липський варіант
За «Липським варіантом» (бригада АПУ у складі архітекторів Павла Альошина, Олександра Колесниченка, Георгія Любченка) Урядовий майдан проєктувався між сучасними Шовковичною й Липською вулицями включно з площею перед Маріїнським палацом.
Перевагами проєкту називали «великі можливості щодо її архітектурного розв'язання, завдяки наявності красивого парку, високому розташуванню місцевості, порівняно задовільній архітектурній забудові Липок, а також впорядкованості даного району міста».
Водночас виявлені недоліки зводили ці переваги нанівець. Липки були ізольовані від решти районів міста і вокзалів. А рельєф місцевості ускладнював зв'язок з цією місцевістю. Круті схили вулиць у 9 % і навіть 13 % ускладнювали запуск сюди трамваю. А зм'якшити круті схили вулиць заважала щільна забудова великими будівлями.

### Хрещатицький варіант
«Хрещатицький варіант» підготувала група архітектора Володимира Заболотного  з Київського будівельного інституту. За їхньою пропозицією майдан мав розташовуватись на початку Хрещатику, на території сучасної Європейської площі і Хрещатого парку.
Проєкт одразу відкинули перш за все через брак місця і неможливість «розгорнути достатню урядову парадну площу через звуженість території та дуже несприятливі дані про ґрунт» й інтенсивність руху з Липок до Подолу. До того ж будівництво спричинило б знищення «наймальовничіших кутків міста» — Хрещатого парку та Володимирської гірки.
Єдиною перевагою було прагнення створити архітектурну закінченість перспективи Хрещатику в бік парку.

### «Розосереджений» варіант
Василь Кричевський запропонував урядові будівлі не розміщувати навколо одного майдану, а розосередити у кількох місцях уздовж «наймальовничішої магістралі». Проєкт включав територію Михайлівського монастиря, Володимирську гірку, від якої над Володимирським узвозом йшов віадук, частково сучасну Європейську площу, Хрещатий парк і далі до Печерська. Будівля ЦК КП(б)У мала бути з одного боку віадуку, а будинок Ради Народних Комісарів — з іншого. Навмисно чи ні, але, як вважає Тит Геврик, Василь Кричевський таким чином намагався частково зберегти архітектуру Старого міста.
Проєкт не затвердили, однак ідею про розташування урядового центру на території Михайлівського монастиря назвали правильною. Також звернули увагу на слушну думку про «сполучення віадуком Володимирської гори з Пролетарським садом, бо вона дає радикальне і дуже цікаве розв'язання для парку культури й відпочинку на схилах Дніпра». Саме цю частину проєкту реалізували лише у 2019 році, коли спорудили Скляний міст.

### Михайлівський варіант

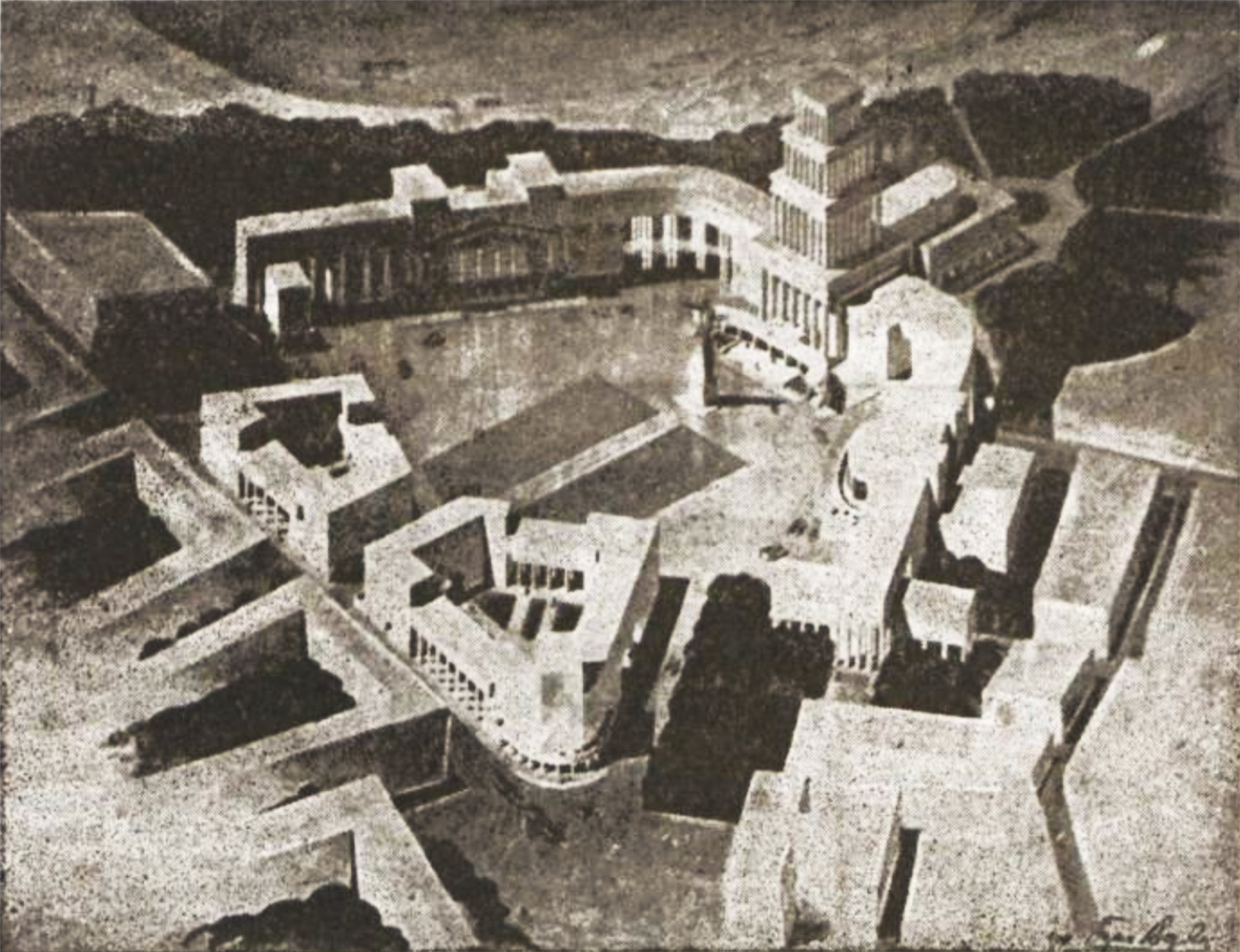
Версія Михайлівського варіанта Укрцивільпроєкту

Прихильники «Михайлівського варіанта» пропонували сформувати центр на місці Михайлівського Золотоверхого монастиря, Трьохсвятительської церкви і Присутствених місць. Цей варіант подали у чотирьох версіях.
Версію бригади Укрцивільпроєкту відкинули «через неправильність архітектурно композиційного розв'язання площі, як у цілому, так і в окремих деталях».
Архітектор Петро Юрченко подав версію розміщення площі на території Михайлівського монастиря. Однак на початковій стадії уряд ще не планував повністю зносити його, оскільки у монастирських будівлях містились студентські гуртожитки та різні заклади.
Третя версія належала архітектору Йосипу Каракісу. Він підійшов найрадикальніше і запропонував розчистити простір шляхом знесення кількох споруд, зокрема колишньої реальної школи, Присутствених місць і парку навпроти них.
Усі попередні версії об'єднувало прагнення розмістити урядовий центр на місці Золотоверхого монастиря. Автори доводили, що ця територія розташована у найкращій і наймальовничішій центральній частині Києва, впорядкованій безпосередньо біля схилів Дніпра, ізольованій від інтенсивного руху і водночас пов'язаній з основними магістралями міста та з вокзалами.
Усе було враховано у четвертій версії архітектора Петра Юрченка, за якою Урядова площа завширшки 130 метрів мала розташовуватись між площею Героїв Перекопу (Софійською площею) і Михайлівським фунікулером. Вихід до Дніпра вважали за краще лишити незабудованим, щоб таким чином, дати майдану органічно злитися «з наймальовничішим парком на Володимирській горі».
Павєл Постишев й урядова комісія обрали саме цю версію.

## Конкурс проєктів споруд
Наступним кроком було затвердження 19 листопада 1934 року програми на проєктування будівель ЦК КП(б)У та РНК на Урядовому майдані й оголошення конкурсу проєкту забудови центральної площі. У цей час висунули ще одну вимогу — встановити монумент Владіміру Лєніну. У конкурсі взяли участь провідні радянські архітектори: Каро Алабян, Павло Альошин, Олександр і Віктор Весніни, Володимир Заболотний, Валеріян Риков, Олексій Тацій, Іван Фомін, Яків Штейнберг. Оскільки жоден із поданих десяти проєктів не відповідав поставленим вимогам, то конкурс продовжили. У цілому впродовж 1934—1936 років провели чотири тури.
Зрештою, серед робіт фіналістів Сергія Григор'єва, Дмитра Чечуліна і Йосипа Лангбарда перемогу здобув проєкт ленінградського архітектора Лангбарда. Результат конкурсу затвердили постановою Політбюро ЦК КП(б)У від 26 грудня 1935 року. А проєкт Лангбарда схвалили рішенням Політбюро ЦК КП(б)У від 9 січня 1936 року.
Згідно із затвердженим проєктом передбачалося зведення урядових будівель, встановлення над Дніпром скульптурної фігури Лєніна і проведення на місці фунікулера велетенських сходів до набережної. Реалізація цього проєкту призвела до масштабних руйнувань архітектурних шедеврів. Київ втратив свій неповторний художньо-своєрідний абрис.

Проєкт Йосипа Лангбарда
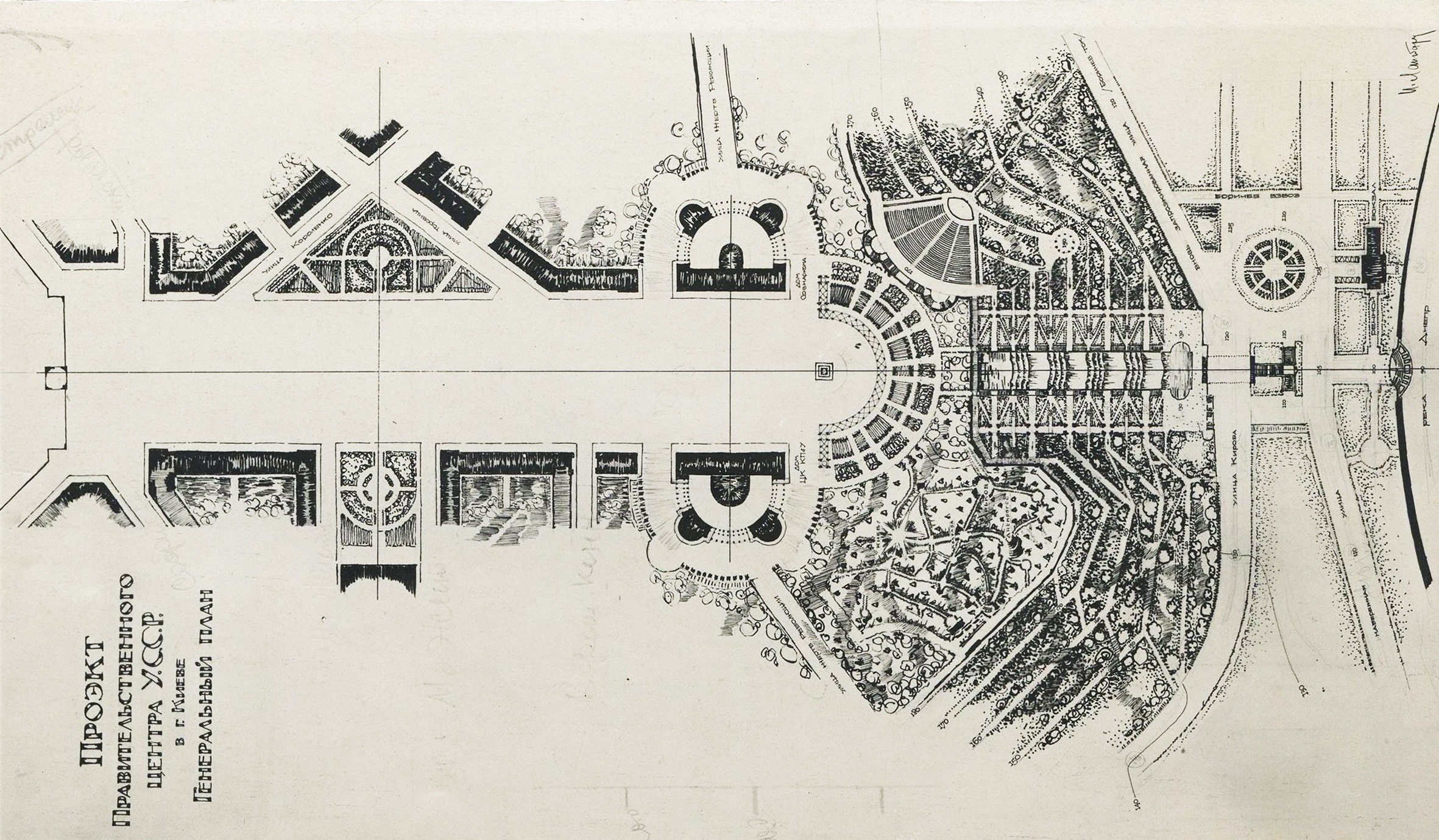
Урядовий майдан (Михайлівська площа)
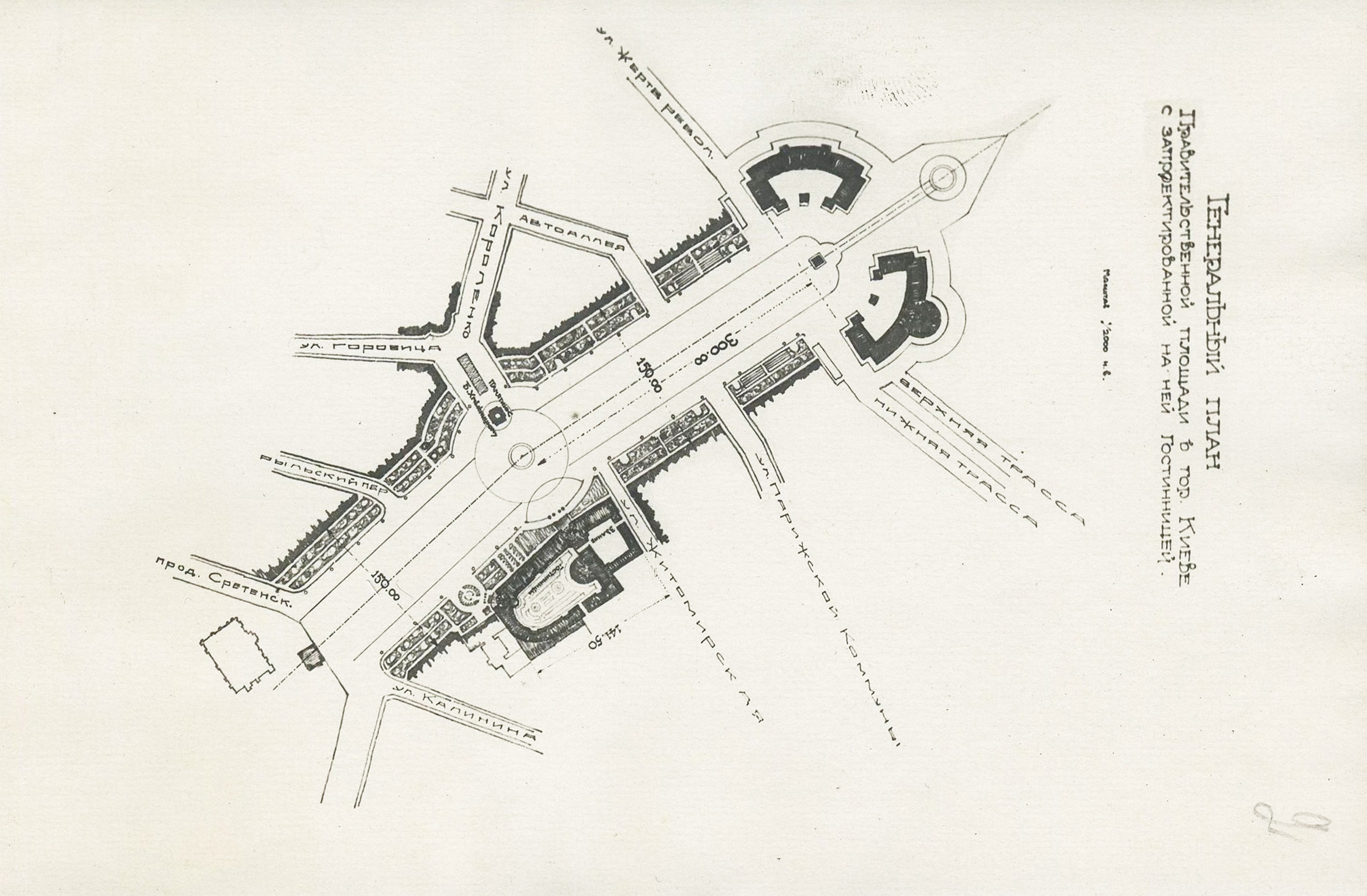
Урядовий майдан
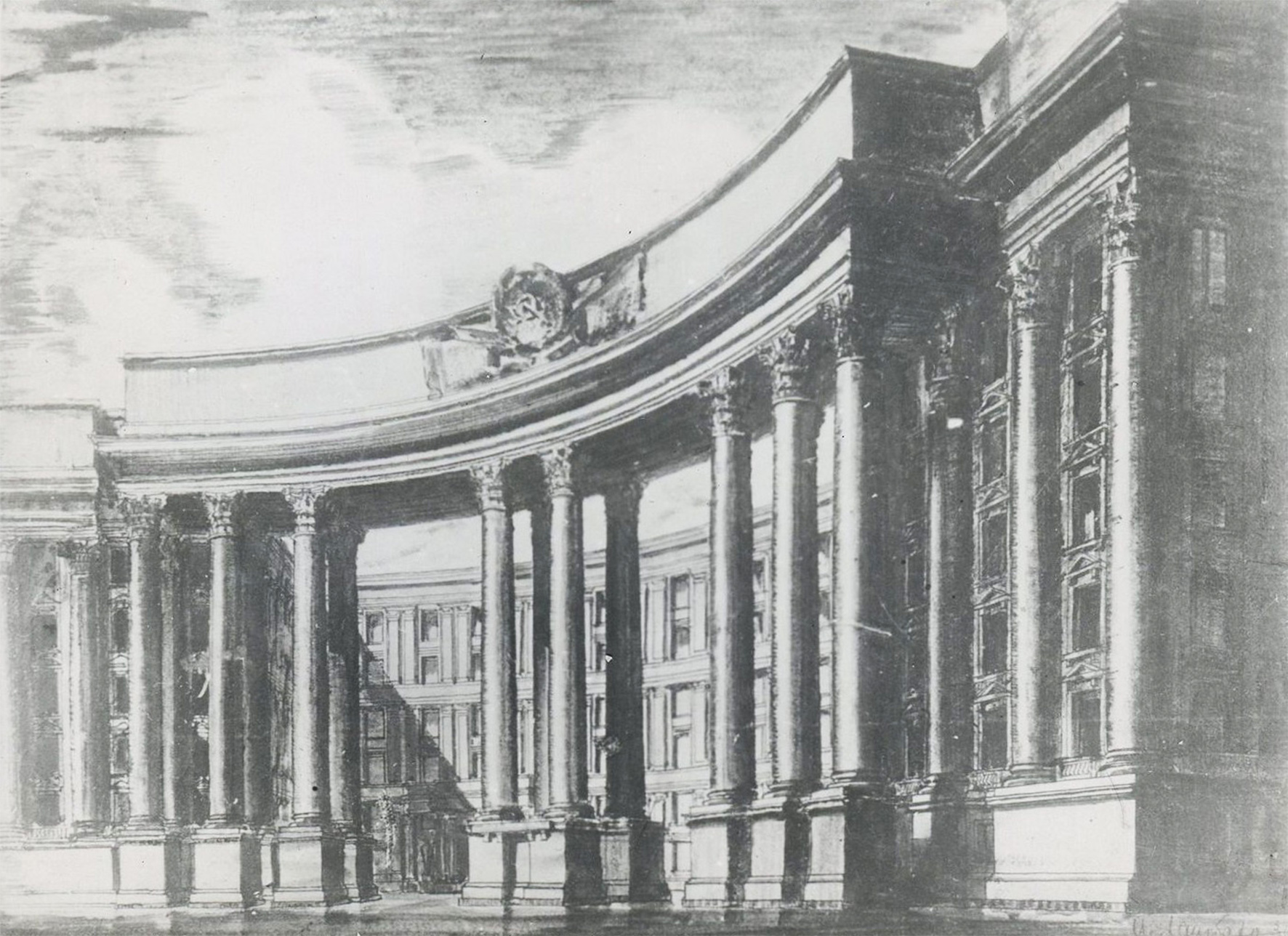
Проєкт будівлі ЦК КП(б)У в Києві
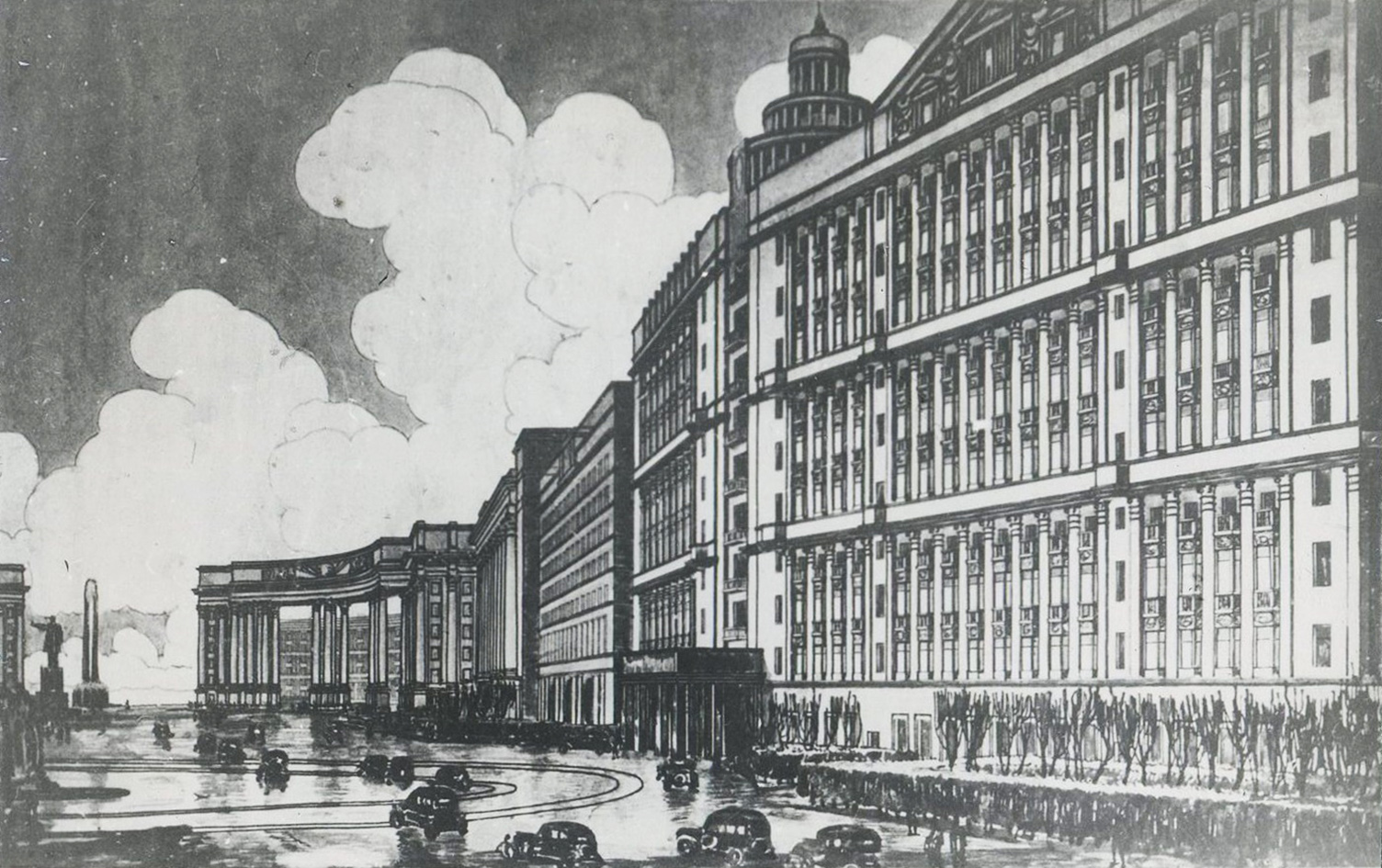
Проєкт готелю в урядовому кварталі на Михайлівській площі

## Знищення сакральної спадщини
Тит Геврик стверджував, що радянська влада сприймала «Київ як невпорядковане скупчення церковних і комерційних будинків». Архітектори акцентували увагу на мальовничих куточках міста, геть ігноруючи архітектурну спадщину стародавнього міста. А згодом так і зовсім таврували українське бароко, як втілення націоналістичної архітектурної форми. На початку 1930-х років на шпальтах професійної преси гостро критикували будівлю залізничного вокзалу як «сполучення українського бароко — стилю українського шовінізму — з оголеним конструктивізмом». Архітектор Микола Холостенко також звертав увагу влади на корпус Лісового інституту, де, на його думку, «українські шовіністи відверто протягують мазепинське бароко в… соціялістичне будівництво».
Тому не дивно, що руйнували насамперед сакральні споруди, зведені в стилі українського бароко. План Урядової площі на Печерську ще тільки розглядали, а владою вже ухвалювалось рішення про знесення Микільського монастиря. За спогадами Євгена Наконечного, який був присутній на засіданні міської ради 1934 року, Павєл Постишев наказував назавжди стерти з лиця землі «історичний хлам», бо він, мовляв, підживлював український буржуазний націоналізм.
У квітні 1934 року голова Спеціальної урядової комісії з реконструкції міста Всеволод Балицький затвердив проєкт архітектора Юрченка, за яким передбачалось звести урядовий квартал на місці Михайлівського монастиря і Трьохсвятительської церкви. Уже під кінець року знесли храм, а 1936 року підірвали монастир. Проте на їхніх фундаментах більшовики так нічого і не збудували.

Зруйновані храми
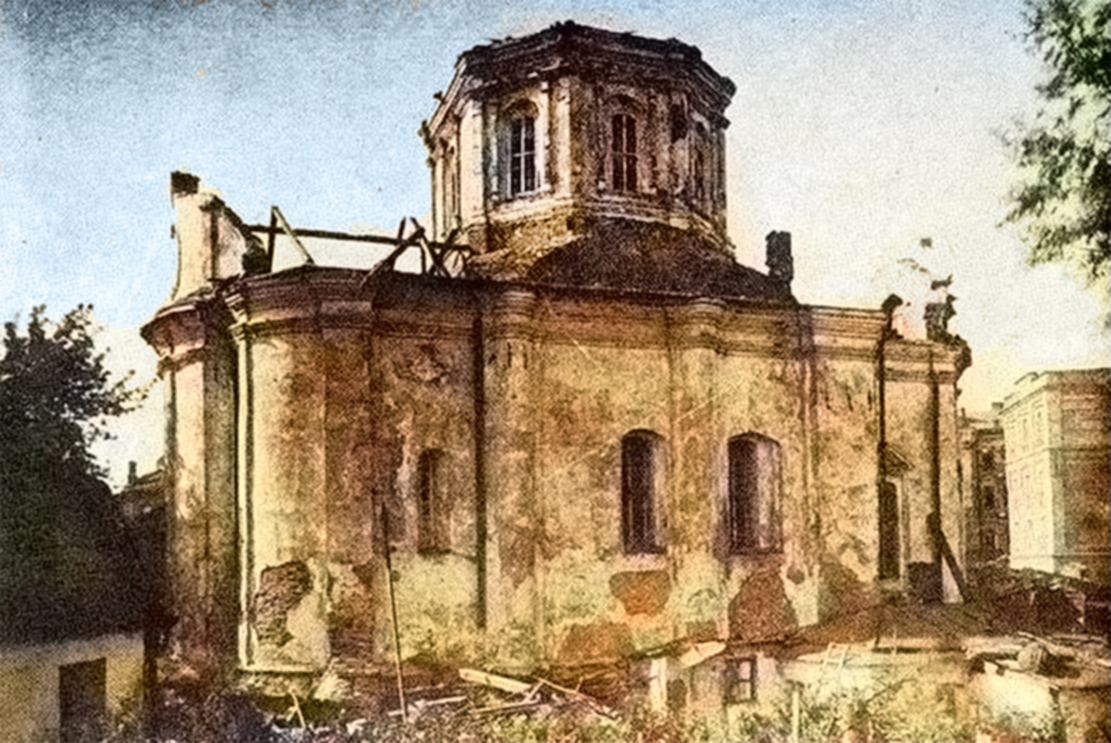
Руїни Трьохсвятительської церкви
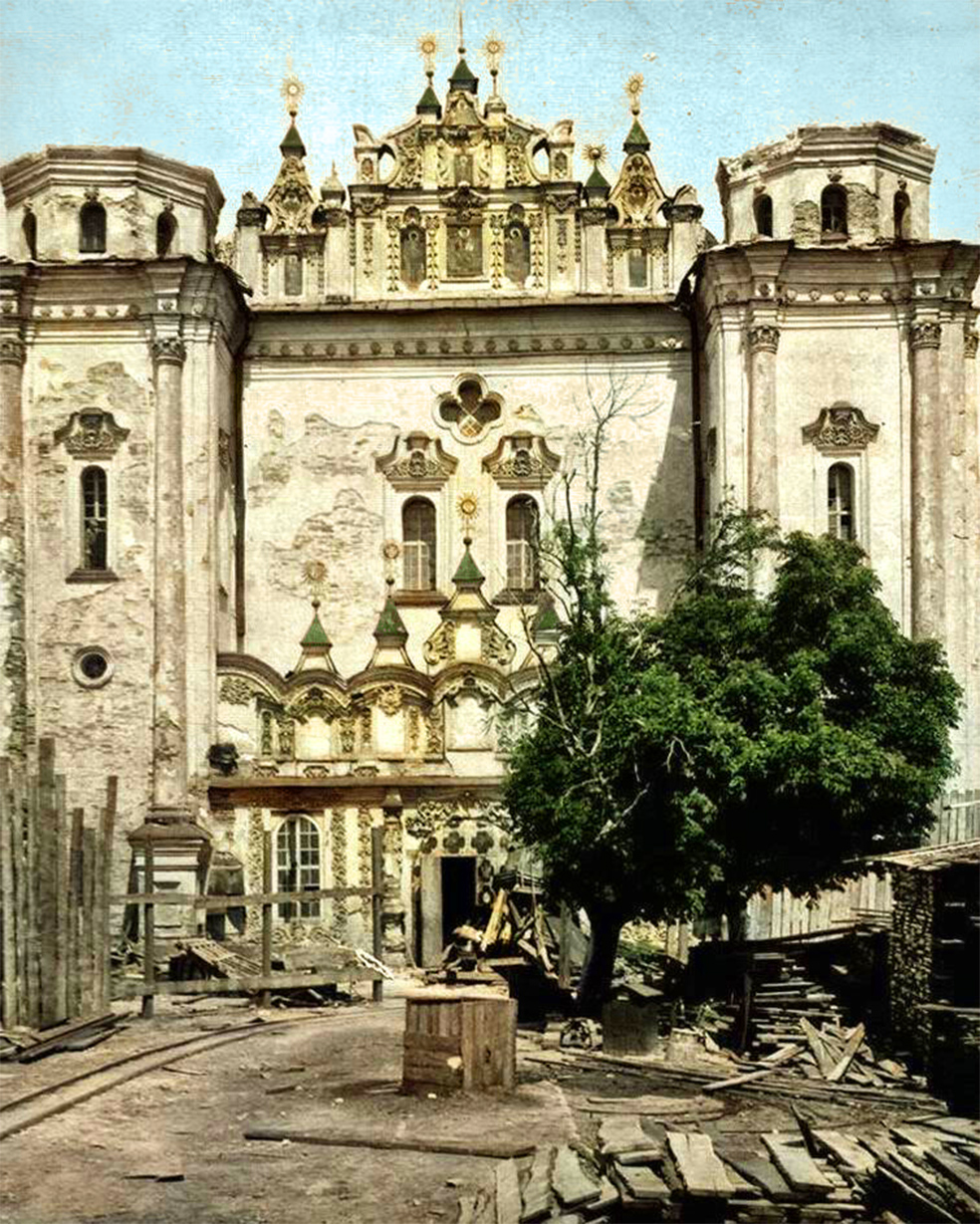
Руїни Микільського собору
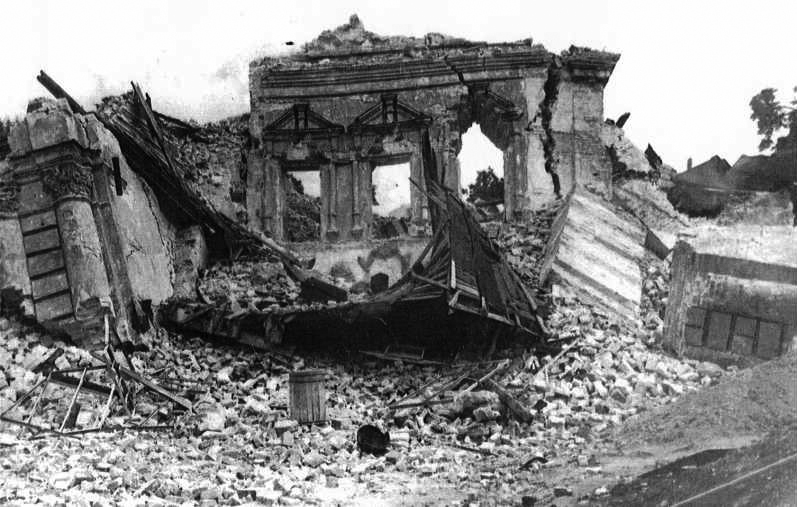
Румовища Михайлівського монастиря

## Критика ансамблю

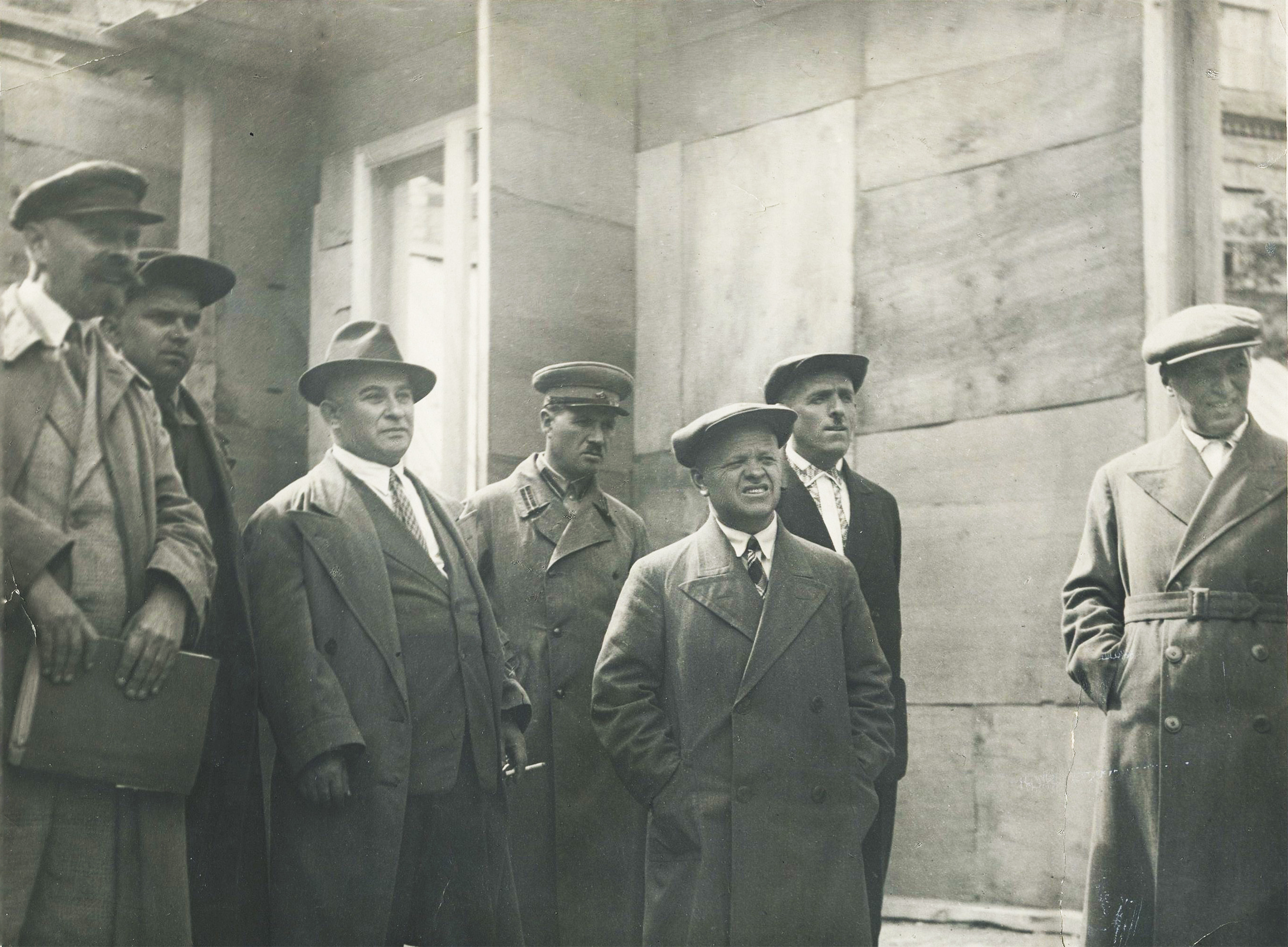
Йосип Лангбард (третій зліва) на будівництві урядового кварталу

Першу з архітектурного комплексу Урядового центра будівлю проєктували для радянського уряду, але, коли її звели, віддали ЦК КП(б)У. Завершена споруда не справила очікуваного враження на партійне керівництво. Певно, з його ініціативи 1938 року в київському будинку архітектора відбувся дводенний «творчий вечір, присвячений обговоренню будинку», на який запросили автора проєкта Йосипа Лангбарда і понад двісті учасників, переважно архітекторів і представників інших творчих галузей. Як і передбачалось, на зустрічі вся розмова звелась до гострої критики споруди.
Архітектура будівлі. Голова Спілки архітекторів УРСР Григорій Головко звинуватив Лангбарда у тому, що архітектура його будівлі «не пішла шляхом соціалістичного реалізму». Автор просто скомпілював досягнення «великих класичних творів минулого», не проявляючи ніякої власної творчості.
Класичні форми будівлі піддав критиці також доктор технічних наук Павло Роттерт. Натомість, на його думку, потрібно створювати «стиль величної Сталінської епохи».
У цілому, як вважав архітектор  Олександр Смик, автор не впорався з архітектурною композицією. Неправильне застосування архітектурних елементів дають хибне уявлення про масштаб будівлі. Колонада заввишки в п'ять поверхів сприймається на відстані. А при наближенні вона дисонує з іншими деталями фасаду, що порушує гармонійне об'єднання всієї композиції. Хоча курдонер перед головним фасадом надає парадності, картину псує замалий двір. А величезні колони закривають майже весь фасад будинку.
Дисонує класична форма фасаду з модерном в інтер'єрі. Критики вказували на дефекти у внутрішньому оформленні, застосування неякісних матеріалів в оздобленні головних приміщень. Колони у вестибюлі, які обличкували оніксом, прикрасили гіпсовими, покритими бронзою, капітелями. У самому вестибюлі і коридорах погане освітлення.
Величезні кесони на стелі в залі засідань роблять її дуже важкою. Стіни пофарбовані у неприємний сіруватий колір. Невдоволення викликала навіть «звичайнісінька підлога» — паркет в ялинку.
Розміри площі. Занадто великі розміри майдану — довжиною в 600 метрів — применшували велич компартійної будівлі. Архітектор Микола Холостенко зауважив, що цоколь будівлі з боку майдану зрізається рельєфом. Пропонувалось надати площі «приємних пропорцій», зробити «її масштабнішою і значно цікавішою в архітектурному відношенні». Зокрема це досягалось шляхом розбиття майдану на дві окремі площі — Софійську і Михайлівську. Олександр Довженко пояснював, що таким чином буде створений ефект переклику сторіч: XI (Софійський собор), XVII (дзвіниця Софії) і XX. Водночас новозведені на другій площі урядові споруди мали стати домінантою і, зрештою, «великим вкладом у забудову столиці сонячної України».
Силует ансамблю. Найбільші претензії пред'являлись архітекторові за те, що він не зумів використати природні умови дніпровських гір та ув'язати архітектуру з природою в гармонійне ціле, як це вдалось Бартоломео Растреллі з Андріївською церквою поруч. Олександр Довженко пояснював, що струнке і високе Растреллівське творіння полегшує гору і підносить її. Натомість новобуд із боку Дніпра мав «зовсім нецікаву силуетність», здавався плоским. А з боку Подолу він візуально сприймався надзвичайно важким. Складалось враження, що будівля наче притискує пагорб.
На це також звертав увагу архітектор Микола Холостенко, який зауважив, що «композиційно будівля не розв'язана; утворюється враження чогось такого, що ніби зрізує, а не увінчує споруду». Відсутність гармонійного силуету ансамблю назвав головною помилкою Лангбарда архітектор Сергій Григор'єв.

Силуетність гори з храмами і новобудом
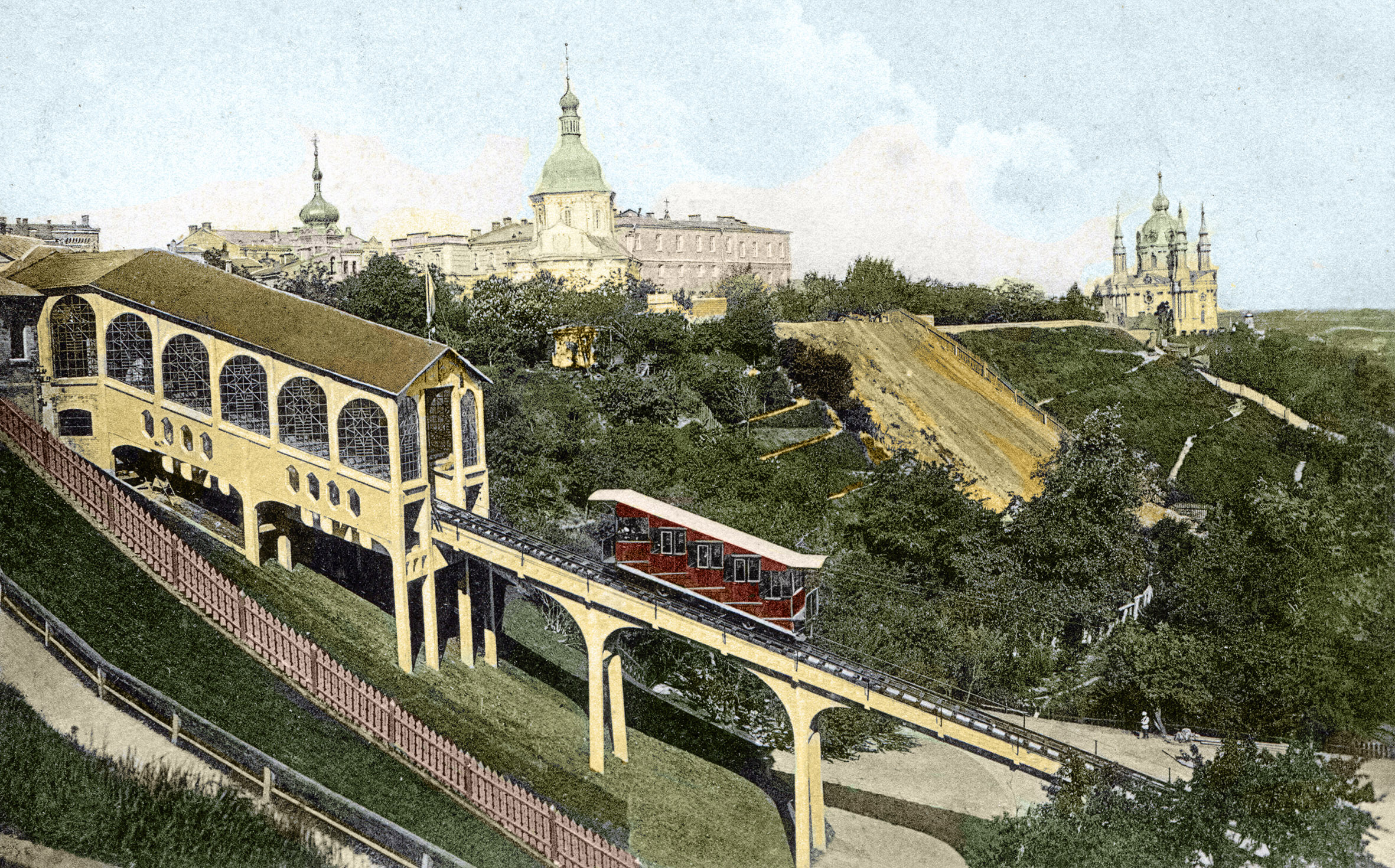
Трьохсвятительська й Андріївська церкви полегшують і підносять гору
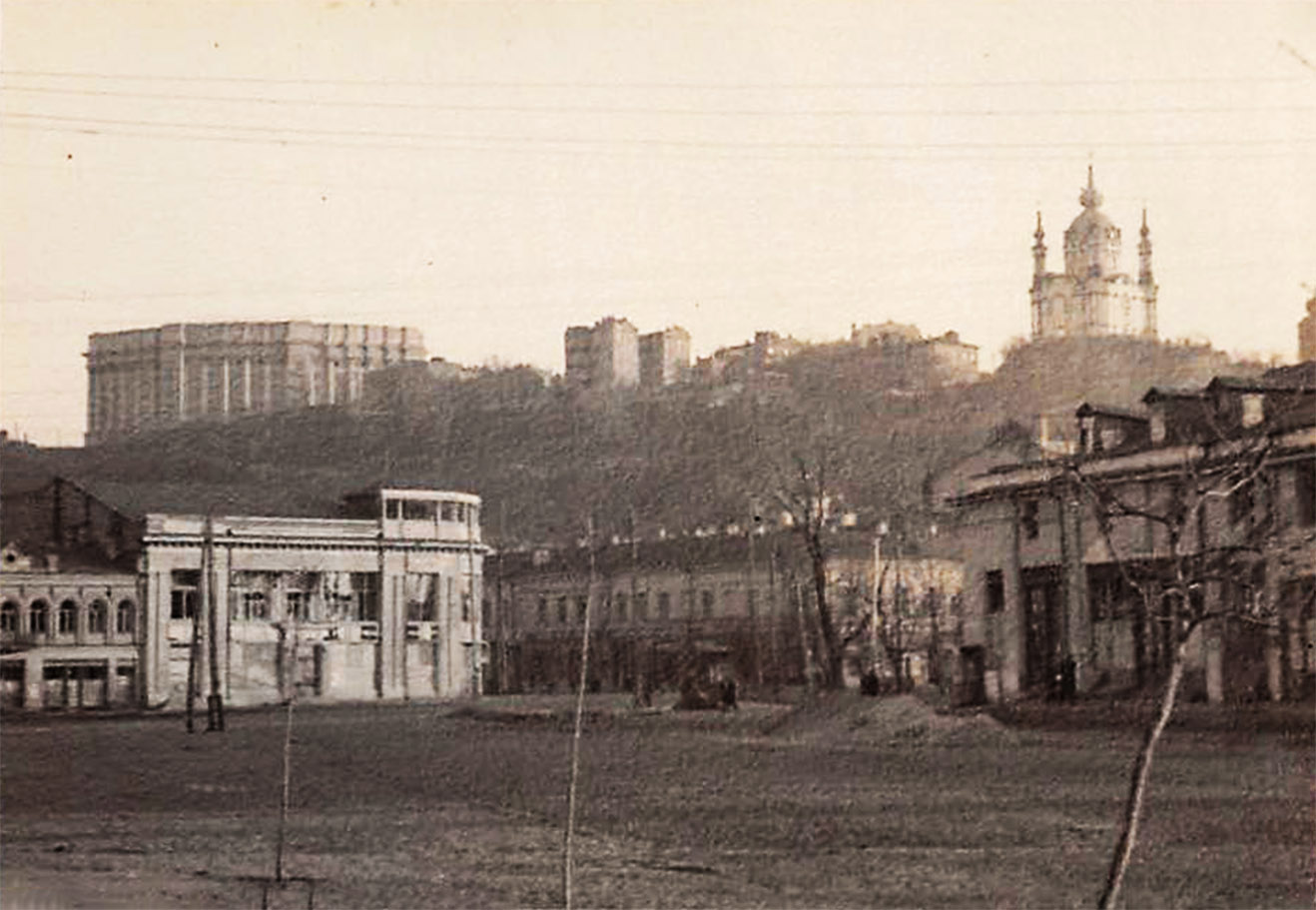
Новобуд (ліворуч угорі) притискує пагорб

Геологічні умови і технічні проблеми. Уповільнило будівництво і розташування комплексу. Планування вимагало наблизити його ближче до крутого схилу Дніпра. Однак це викликало чималі технічні труднощі. На території забудови був засипаний Боричів яр. Рихлі ґрунти не могли стати надійною основою для споруди. Павло Роттерт повідомив, щоб уберегти її від деформації, довелось прокласти 160 тридцятиметрових шахт до бурої глини, яка залягала на глибині 30 метрів, і закласти залізобетонні конструкції під фундамент.

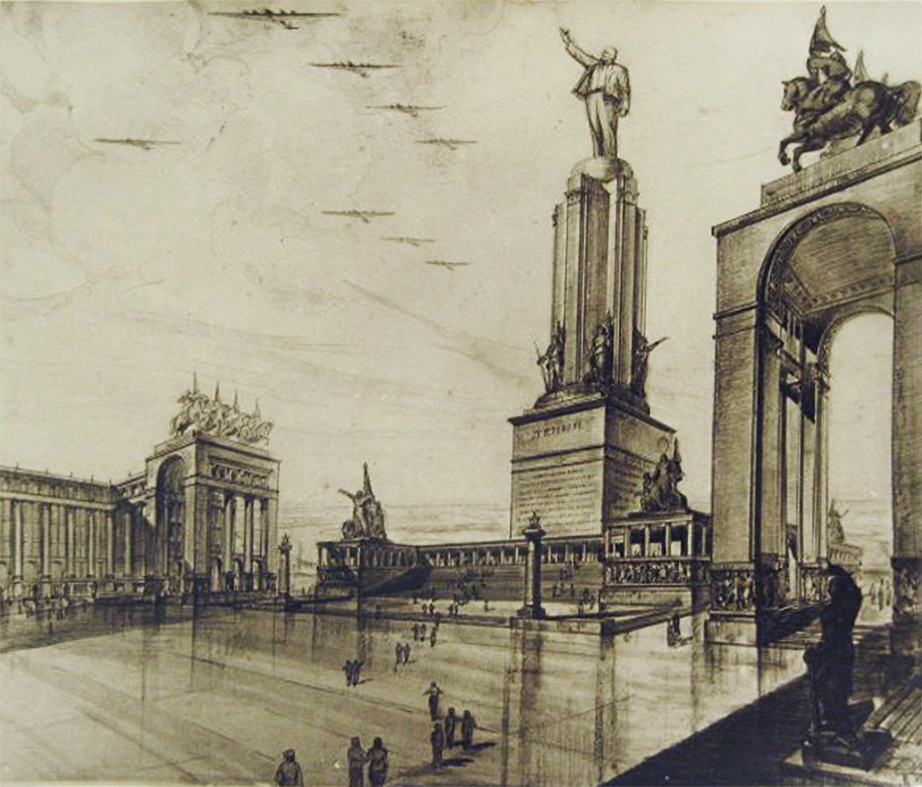
Автори не змогли узгодити розміри пам'ятника Лєніну

Сходи. Громадськість висловлювали претензії і до сходів, що вели до Дніпра. Той же Довженко порівняв їх із залізобетонною шкіркою «на ніжному тілі схилу». Режисер волів там мати бодай ескалатор.
Пам'ятник Лєніну. Зауваження робились і щодо пам'ятника Лєніну, оскільки його пропорції так і не були знайдені. А місце для нього було стиснуте між двома урядовими будинками. Оскільки за проєктом висота самого пам'ятника досягала 40 метрів, то лунали голоси збільшити його розміри і в цілому надати «силуетові всього комплексу велику архітектурну виразність».
Підбиваючи підсумки, голова Спілки архітекторів УРСР Григорій Головко наголошував: «Ми, архітектори Києва, разом з іншими творчими організаціями, будемо на основі боротьби за стиль соціалістичного реалізму викорінювати буржуазний формалізм і сіре спрощенство, дешеве прикрашенство і безпринципний еклектизм… Ми повинні створити такі прекрасні споруди, щоб наші нащадки могли читати по них сталінську добу так, як ми читаємо зараз по класичних архітектурних творах епоху Греції і Рима. І ми створимо в столиці квітучої України, невід'ємної частини великого Радянського Союзу, справді світлі пам'ятники сонячної епохи Сталіна».

## Провал проєкту

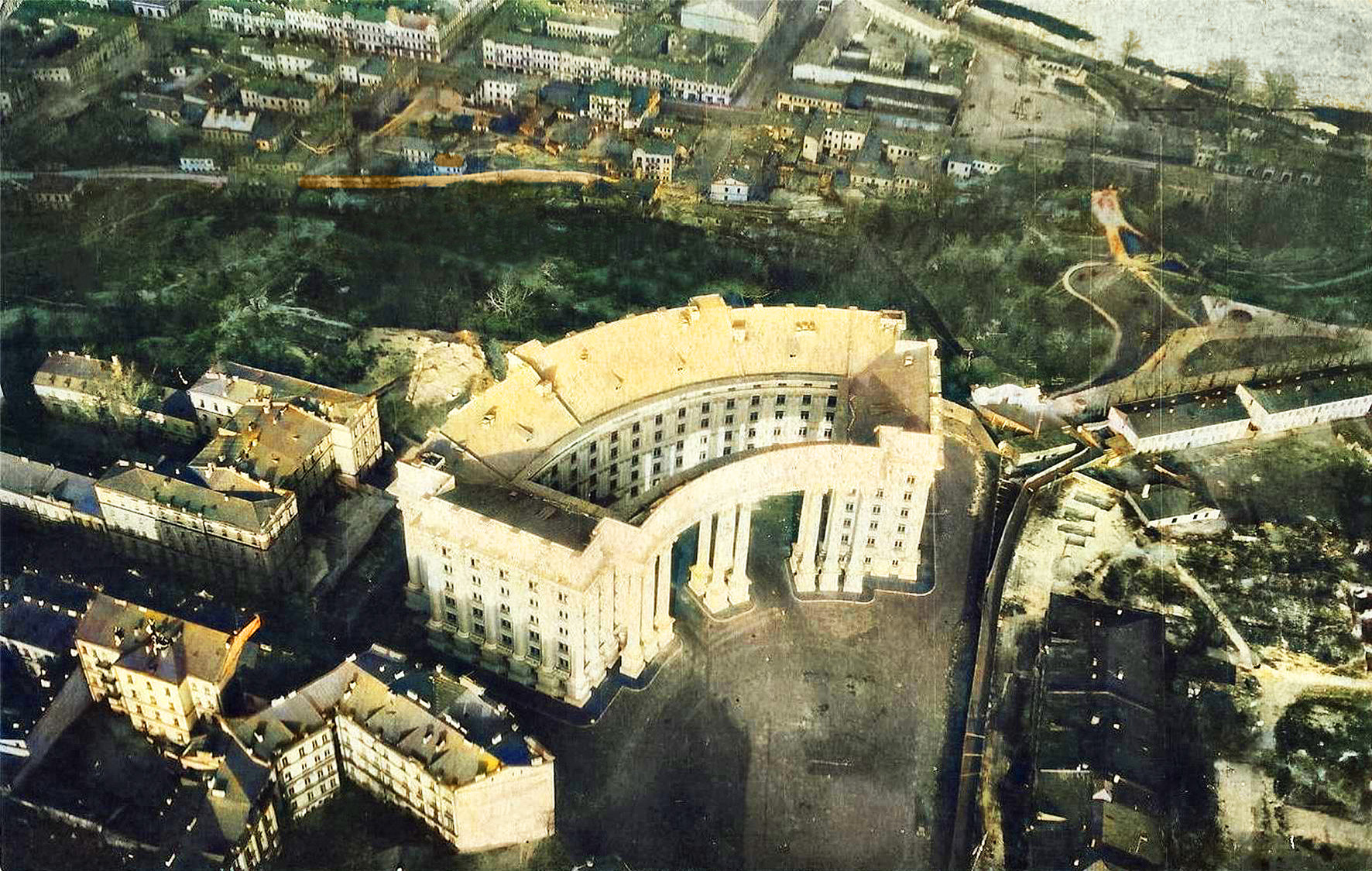
Будівля ЦК КП(б)У, єдина реалізована споруда з урядового комплексу, і руїни Михайлівського монастиря (праворуч), близько 1942 року

На реалізацію проєкту витратили п'ять років. Підготовчі і будівельні роботи тривали упродовж 1934—1939 років. Капіталовкладення у будівництво споруди РНК УСРР лише у 1936 році сягнули майже 20 мільйонів карбованців. Через це не дофінансовувались інші важливі для Києва соціальні проєкти. Знищені видатні пам'ятки історії. А в результаті Урядовий квартал так і не забудували. З усього урядового комплексу вдалось реалізувати лише одну будівлю, в якій за первісним задумом мав міститися радянський уряд — Рада народних комісарів УСРР. Однак і тут внесли зміни. Будівлю передали ЦК КП(б)У (тепер будівля МЗС України).
Серед причин, які завадили реалізувати проєкт, дослідники виділяють:
- непомірні фінансові витрати на будівництво;
- постійне внесення змін до ескізу проєкту залежно від зміни настрою і вподобань партійних керівників;
- складні геологічні умови;
- втрата інтересу до будівництва з боку партійного проводу[44].

Згодом було вирішено перенести урядовий центр зі Старокиївської частини до Липок. Будівлю майбутньої Верховної Ради звели як зал засідань Всеукраїнського центрального виконкому, який містився поруч, у Маріїнському палаці. Рада Народних Комісарів замість Урядового майдану перебралась у будівлю НКВС на теперішній вулиці Михайла Грушевського. Її архітектурний стиль теж викликав обурення у громадськості. Особливо гостро про неї висловився голова Спілки архітекторів УРСР Григорій Головко: «З нашої байдужості скористались підлі вороги народу, які чимало нашкодили і на архітектурному фронті».
У цілому новий адміністративно-урядовий район не набув виразних містобудівних рис: урядові будівлі Ради Народних Комісарів (1937), Верховної Ради (1939), ЦК Компартії України урбаністично не були пов'язані між собою, займаючи випадкове положення в містобудівній структурі.